# VV Activia
vv Activia is een Nederlandse amateurvoetbalclub uit Twello, opgericht in 1931. Het eerste elftal speelt in de Vierde klasse zondag (seizoen 2025/26).
De velden van Activia bevinden zich tussen de Deventer wijk De Worp, de buurtschap Steenenkamer (gemeente Voorst) en het dorp Twello aan de Vermeersweg.

## Historie
vv Activia zou zijn opgericht in café Rattink op de Hoven. Dit stond op de hoek van de Rozenstraat en de Spaarpotstraat. Dat dit op de Hoven gebeurde was vreemd omdat Activia een Steenenkamerse vereniging was: alleen mensen uit Steenenkamer mochten lid worden. Later werd dit ook opengesteld voor mensen uit de Hoven en Wilp.
Bij de oprichting wist men twaalf rood-witte shirts op de kop te tikken van een ter ziele gegane vereniging. En dus speelt Activia sinds die tijd in het rood-wit.
Als naam was H.S.M. gekozen: Houdt Steeds Moed. Deze naam werd door de G.V.B niet geaccepteerd omdat er al een vereniging was met deze naam. Hetzelfde gold voor Avanti. Dus werden er wat letters veranderd en zo werd het Activia. Het tenue van Activia bestaat uit een zwarte broek, rood-witte trui en rode kousen.

## Competitieresultaten 1936–2018
| 1 4C |

| 9 3B |

| 6 3B |

| 3 3B |

| 9 E |

| 5 3B |

| 4 3C |

| 3 3C |

| 5 3C |

|  |

| 9 3E |

| 4 4D |

| 5 4C |

| 4 4C |

| 3 4C |

| 4 4C |

| 3 4D |

| 5 4D |

| 2 4D |

| 1 4C |

| 1 3B |

| 9 3B |

| 8 3B |

| 8 3B |

| 11 3B |

| 12 3B |

| 6 4H |

| 6 4H |

| 8 4H |

| 5 4H |

| 10 4H |

| 11 4H |

| 6 1A |

| 4 1A |

| 11 1A |

|  |

| 10 1A |

| 11 1A |

|  |

|  |

|  |

|  |

|  |

| 8 2A |

| 3 2A |

| 7 2A |

| 11 2A |

|  |

|  |

|  |

|  |

| 11 2A |

| 11 2A |

|  |

| 8 2B |

|  |

|  |

|  |

|  |

|  |

|  |

| 7 6C |

| 4 6C |

| 6 6B |

| 5 6C |

| 3 6C |

| 12 5G |

| 5 6D |

| 2 6D |

| 11 5H |

| 1 6C |

| 6 5H |

| 3 5H |

| 2 5H |

| 1 5G |

| 3 4G |

| 2 4G |

| 4 4H |

| 3 4G |

| 11 3B |

| 4 4G |

| 5 4H |

| 1 4H |

| 10 3B |

| Derde klasse | Vierde klasse | Vijfde klasse | Zesde klasse | Eerste klasse Geld. VB | Tweede klasse Geld. VB | Noodcompetitie |

In elke staaf van de grafiek staat van boven naar beneden vermeld: 
- Eindnotering

Dit is de positie die de club heeft bereikt in de competitie, zonder eventuele beslissings-, play-off- of nacompetitiewedstrijden die nodig zijn geweest om bijvoorbeeld de kampioen van de competitie te bepalen.
Indien een * achter het getal staat is de notering een tussenstand en kan het zijn dat de notering niet overeenkomt met de uiteindelijke eindstand van de competitie.
Staat er een - dan is het seizoen nog bezig en is er geen definitieve uitslag bekend.
Staat er xx op de positie van de notering, dan heeft de club vroegtijdig de competitie verlaten. Dit kan onder andere komen door terugtrekking van het team, faillissement van de club of door een uitgedeelde straf van de KNVB. In veel gevallen staat elders in het artikel de reden vermeld.
Staat er een ? dan is het resultaat uit het verleden onbekend, en is alleen de competitie of het niveau bekend van dat seizoen.
In de seizoenen 2019/20 en 2020/21 werd wegens de coronacrisis het amateurvoetbal afgebroken. Daardoor kennen deze staven geen eindklassering (middels -- weergegeven).
- Competitieniveau en afdelingsletter of Officiële eindstand Eredivisie
  - Competitieniveau en afdelingsletter

Hierbij geeft het getal het niveau weer, dat ook terug te vinden is in de legenda. De letter is de afdelingsaanduiding en wordt gebruikt wanneer er meer afdelingen zijn op hetzelfde niveau. De afdelingsletter is altijd een hoofdletter en wordt meestal zonder nummer gebruikt.
Voorbeeld: 2F is niveau 2e klasse competitie F.
Het competitieniveau en nummer wordt niet vermeld wanneer er slechts één competitie van dit niveau was.
  - Officiële eindstand Eredivisie (getal staat tussen haakjes vermeld)

Sinds de introductie van play-offwedstrijden voor Europees voetbal na afloop van de reguliere competitie in 2005/06, is de KNVB verplicht een eindstand van de Eredivisie door te geven aan de UEFA aan de hand van deze play-offwedstrijden.
Bij deze eindstand staan clubs die zich hebben gekwalificeerd voor Europees voetbal hoger dan clubs die zich niet wisten te kwalificeren. Indien er geen verschil was tussen de eindnotering en de officiële eindstand, staat dit getal niet vermeld.

- Onderafdeling

Hier staat afgekort de naam van de onderafdeling indien de club in dat jaar in een onderafdeling uitkwam. Tevens staat deze afkorting in de legenda en wordt gelinkt naar het artikel over deze onderafdeling. Deze afkorting wordt alleen vermeld wanneer de club in het verleden in verschillende onderafdelingen heeft gespeeld. Deze vermelding is in de staaf altijd in kleine letters. Deze onderafdelingen zijn na het seizoen 1995/96 afgeschaft. Heeft de club in slechts één onderafdeling gespeeld, dan is dit alleen terug te vinden in de legenda.
Onder de staaf staat het jaartal vermeld waarin het seizoen is afgesloten. 15 verwijst naar het seizoen 2014/15 of eventueel het seizoen 1914/15.
Wanneer een staaf leeg is, zijn deze gegevens niet bekend. Het kan ook zijn dat de club dat seizoen niet heeft meegespeeld op het hogere amateurniveau, vroegtijdig de competitie heeft verlaten of uit de competitie is gezet.

In het seizoen 1944/45 was er wegens de Tweede Wereldoorlog geen regulier competitievoetbal.

## Bekende (oud-)spelers
- Mats Egbring
- Bert van Marwijk
- Jan Michels.

## Hoofdtrainers vanaf 1987
| Seizoen   | Naam               | Competitie (zo) | Resultaat                   |
| --------- | ------------------ | --------------- | --------------------------- |
| 1987/1988 | Evert Bomhof       | 2e Klasse GVB   | 11e                         |
| 1988/1989 | Evert Bomhof       | 2e Klasse GVB   | -                           |
| 1989/1990 | Evert Bomhof       | 2e Klasse GVB   | 8e                          |
| 1990/1991 | Evert Bomhof       | 2e Klasse GVB   | -                           |
| 1991/1992 | Evert Bomhof       | 2e Klasse GVB   | -                           |
| 1992/1993 | Gerrit Garrits     | 2e Klasse GVB   | Promotie via nacompetitie   |
| 1993/1994 | Gerrit Garrits     | 1e Klasse GVB   | Degradatie                  |
| 1994/1995 | Henk Koenders      | 2e Klasse GVB   | -                           |
| 1995/1996 | Henk Koenders      | 6e Klasse       | -                           |
| 1996/1997 | Jan Groeneweg      | 6e Klasse       | 7e                          |
| 1997/1998 | Berry Alberts      | 6e Klasse       | 4e                          |
| 1998/1999 | Berry Alberts      | 6e Klasse       | 6e                          |
| 1999/2000 | Andries Dupont     | 6e Klasse       | 5e                          |
| 2000/2001 | Andries Dupont     | 6e Klasse       | Promotie via nacompetitie   |
| 2001/2002 | Andries Dupont     | 6e Klasse       | Degradatie                  |
| 2002/2003 | Rein van Bessen    | 6e Klasse       | 5e                          |
| 2003/2004 | Rein van Bessen    | 6e Klasse       | Promotie via nacompetitie   |
| 2004/2005 | Rein van Bessen    | 5e Klasse       | Degradatie                  |
| 2005/2006 | Jo Körver          | 6e Klasse       | Kampioen                    |
| 2006/2007 | Jo Körver          | 5e Klasse       | 6e                          |
| 2007/2008 | Bernard van Werven | 5e Klasse       | Nacompetitie                |
| 2008/2009 | Bernard van Werven | 5e Klasse       | 2e                          |
| 2009/2010 | Bernard van Werven | 5e Klasse       | Kampioen                    |
| 2010/2011 | Henk van Norel     | 4e Klasse       | Nacompetitie                |
| 2011/2012 | Henk van Norel     | 4e Klasse       | Nacompetitie                |
| 2012/2013 | Remco Solen        | 4e Klasse       | Nacompetitie                |
| 2013/2014 | Remco Solen        | 4e Klasse       | Promotie via nacompetitie   |
| 2014/2015 | Toine Rorije       | 3e Klasse       | Degradatie via nacompetitie |
| 2015/2016 | Toine Rorije       | 4e Klasse       | Nacompetitie                |
| 2016/2017 | Sander Hulshof     | 4e Klasse       | Nacompetitie                |
| 2017/2018 | Sander Hulshof     | 4e Klasse       | Kampioen                    |
| 2018/2019 | Sander Hulshof     | 3e Klasse       | 10e                         |
| 2019/2020 | Resit Schuurman    | 3e Klasse       | Competitie stil (Covid-19)  |
| 2020/2021 | Resit Schuurman    | 3e Klasse       | Competitie stil (Covid-19)  |
| 2021/2022 | Richard van Dellen | 3e Klasse       | Degradatie via nacompetitie |
| 2022/2023 | Richard van Dellen | 4e Klasse       | 6e                          |
| 2023/2024 | Mustafa Aygun      | 4e Klasse       | 4e                          |
| 2024/2025 | Mustafa Aygun      | 4e Klasse       | 10e                         |
| 2025/2026 | Bart Ester         | 4e Klasse       |                             |